# Dundee United Football Club 2014-2015
Questa voce raccoglie le informazioni riguardanti il Dundee United Football Club nelle competizioni ufficiali della stagione 2014-2015.

## Stagione
- In Scottish Premiership il Dundee United si classifica al 5º posto (56 punti), tra St. Johnstone e Dundee.
- In Scottish Cup viene eliminato ai quarti di finale dal Celtic (1-1 e poi 4-0 nel replay).
- In Scottish League Cup perde la finale contro il Celtic (0-2).

## Maglie e sponsor
| Casa | Trasferta |

## Rosa
| N. |                             | Ruolo | Calciatore             |
| -- | --------------------------- | ----- | ---------------------- |
| 1  | Polonia (bandiera)          | P     | Radosław Cierzniak     |
| 2  | Irlanda (bandiera)          | D     | Seán Dillon (capitano) |
| 3  | Inghilterra (bandiera)      | D     | Conor Townsend         |
| 4  | Scozia (bandiera)           | D     | John Souttar           |
| 5  | Polonia (bandiera)          | D     | Jarosław Fojut         |
| 6  | Irlanda del Nord (bandiera) | C     | Paul Paton             |
| 7  | Turchia (bandiera)          | A     | Nadir Çiftçi           |
| 8  | Scozia (bandiera)           | C     | John Rankin            |
| 10 | Scozia (bandiera)           | C     | Stuart Armstrong       |
| 11 | Scozia (bandiera)           | C     | Gary Mackay-Steven     |
| 12 | Scozia (bandiera)           | D     | Keith Watson           |
| 13 | Scozia (bandiera)           | P     | Marc McCallum          |
| 14 | Irlanda (bandiera)          | D     | Callum Morris          |

| N. |                        | Ruolo | Calciatore      |
| -- | ---------------------- | ----- | --------------- |
| 16 | Australia (bandiera)   | D     | Ryan McGowan    |
| 17 | Scozia (bandiera)      | C     | Chris Erskine   |
| 18 | Scozia (bandiera)      | A     | Ryan Dow        |
| 19 | Paesi Bassi (bandiera) | A     | Mario Bilate    |
| 20 | Inghilterra (bandiera) | D     | Calum Butcher   |
| 21 | Scozia (bandiera)      | A     | Charlie Telfer  |
| 22 | Scozia (bandiera)      | A     | Aidan Connolly  |
| 24 | Scozia (bandiera)      | C     | Blair Spittal   |
| 25 | Scozia (bandiera)      | A     | Jordan Moore    |
| 26 | Polonia (bandiera)     | P     | Michał Szromnik |
| 29 | Estonia (bandiera)     | A     | Henri Anier     |
| 30 | Scozia (bandiera)      | P     | Derek Dormick   |
| 33 | Scozia (bandiera)      | D     | Euan Spark      |